# Státní úřad pro věci církevní
Státní úřad pro věci církevní  byl úřadem s působností ministerstva, který řídil a prováděl veškerou církevní politiku v Československé republice. Zřízen byl v roce 1949 speciálním zákonem, který se spolu se Zákonem o hospodářském zabezpečení církví a náboženských společností řadí mezi církevní zákony. Oba tyto zákony byly schváleny 14. října 1949. 
Již od jara 1948 se v KSČ začalo uvažovat o centrálním úřadu, který by se zabýval kultovými záležitostmi a centralizoval církevní politiku státu. Tyto úvahy ustoupily aktuálnímu hledání statu quo s římskokatolickou církví. Po krachu jednání s katolickou hierarchií a Vatikánem v létě 1949 se přípravy nového úřadu urychlily.

## Vedoucí představitelé
Prvním ministrem pověřeným řízením tohoto úřadu byl Alexej Čepička, od roku 1951 pak na dva roky tento post zastával Zdeněk Fierlinger. Úřad převzal administrativní síly z několika zdrojů: z Církevní komise při Generálním sekretariátu Ústředního akčního výboru Národní fronty (např. František Hub), z Národního shromáždění (Jaroslav Havelka), z Ministerstva školství (Vladimír Ekart), z Ministerstva spravedlnosti, ze Státní bezpečnosti a dalších úřadů. 

## Náplň práce
Mezi první úkoly, které měl úřad plnit, patřil přechod na financování církví ze státního rozpočtu (od 1. 11. 1949), přijetí slibu věrnosti státu od duchovních všech církví a zároveň udělení či odepření udělení státního souhlasu k výkonu duchovenského povolání všem činným duchovním v ČSR. Zrušení mužských církevních řádů a řeckokatolické církve v dubnu 1950 představovalo nejdůležitější kroky v druhém roce fungování úřadu. Především vyklízení klášterů v Akci K a Akci VK s sebou přineslo nenávratné kulturní a hmotné škody. V roce 1953 měla tato kulturní a materiální devastace dohru v podobě trestního stíhání několika úředníků úřadu, to však bylo z politických důvodů na pokyn Generálního prokurátora zastaveno a nedospělo k soudu.

## Vývoj v letech 1953–1956
V letech 1953–1956 byl Státní úřad pro věci církevní nejvyšším centrálním úřadem v ČSR, v němž se projevilo uvolnění a pomalá destalinizace politiky, která v této době otřásla celým východním blokem. V polovině září 1953 je do funkce předsedy Státního úřadu pro věci církevní jmenován JUDr. Jaroslav Havelka. Havelka vzal vážně prohlášení prezidenta republiky a předsedy vlády o demokratizaci politiky a začal tyto principy na úřadu prosazovat. V této době také získávají první zkušenosti s církevní politikou liberální komunisté, kteří ovládnou církevní politiku v roce 1968: Erika Kadlecová, Jaroslav Hranička a Ladislav Prokůpek. Nutno však poznamenat, že liberální politika narazila ve většině bodů na odpor ÚV KSČ a nebyla tak uvedena v praxi. Nakonec byli liberální politici na podzim roku 1956, kdy došlo následkem destalinizace komunistické politiky k nebezpečným vnitrostátním otřesům v Polsku a Maďarsku, odstraněni.

## Předsedové SÚC[1]
| Jméno             | Fotografie | Od             | Do              |
| ----------------- | ---------- | -------------- | --------------- |
| Alexej Čepička    |            | 25. října 1949 | 25. dubna 1950  |
| Zdeněk Fierlinger |            | 25. dubna 1950 | 14. září 1953   |
| Jaroslav Havelka  |            | 14. září 1953  | 16. června 1956 |

## Zrušení úřadu
Úřad byl zrušen vládním nařízením č. 19/1956 Sb. a jeho pravomoc následně přešla pod Ministerstvo školství a kultury, kde bylo zřízeno za tímto účelem Církevní oddělení (později Sekretariát pro věci církevní).

## Zákon, kterým se zřizuje Státní úřad pro věci církevní

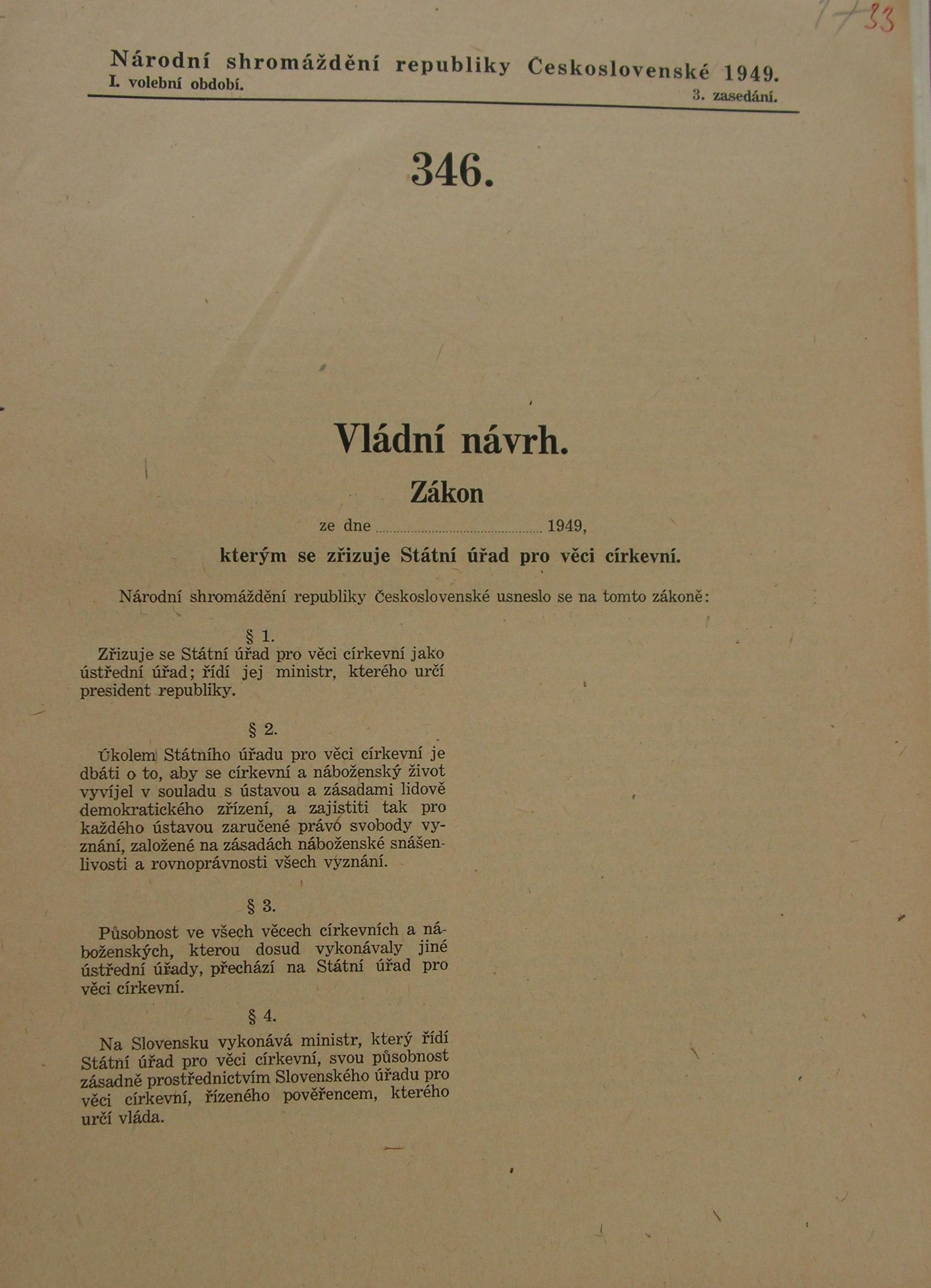
Zákon o zřízení Státního úřadu pro věci církevní
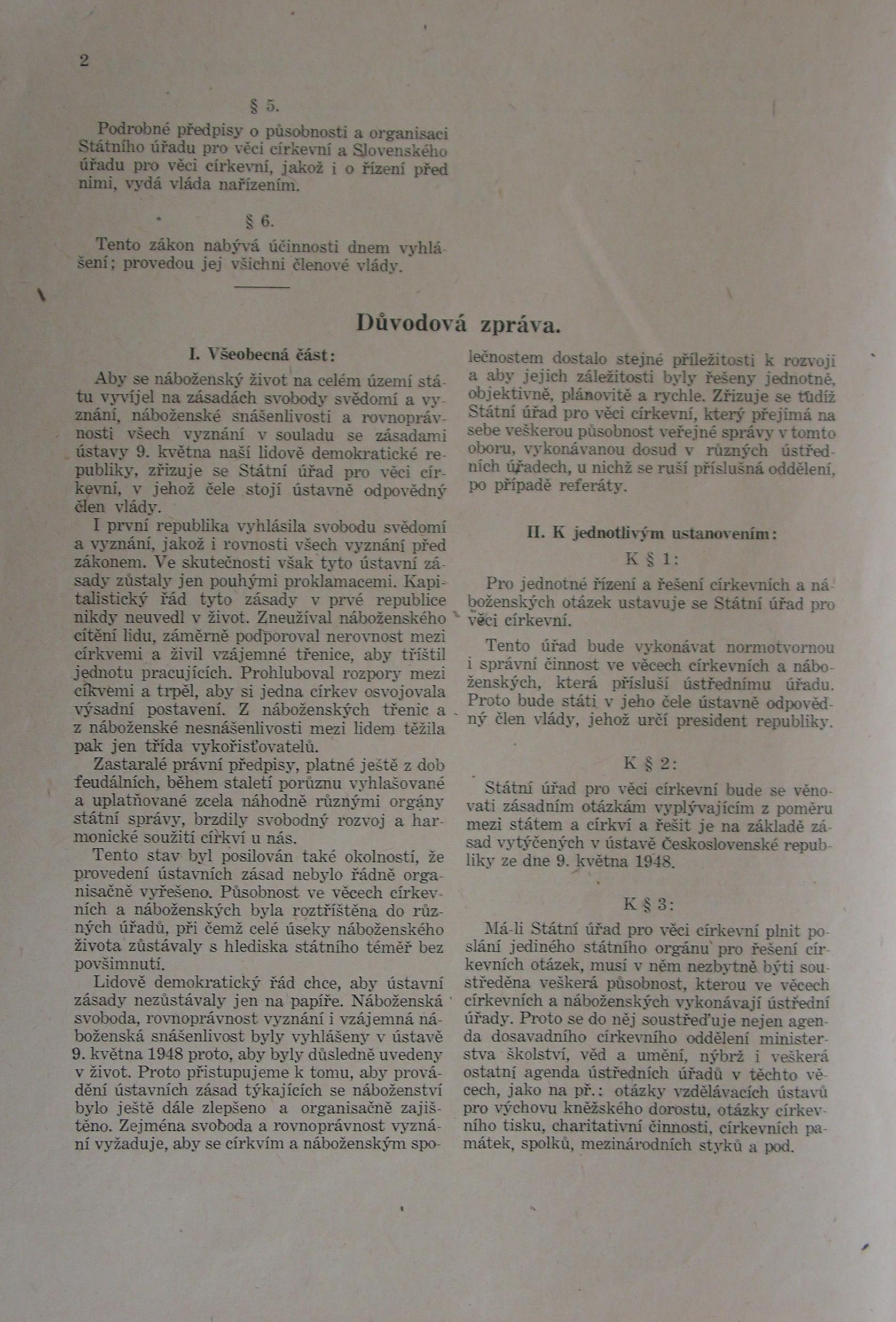
Zákon o zřízení Státního úřadu pro věci církevní
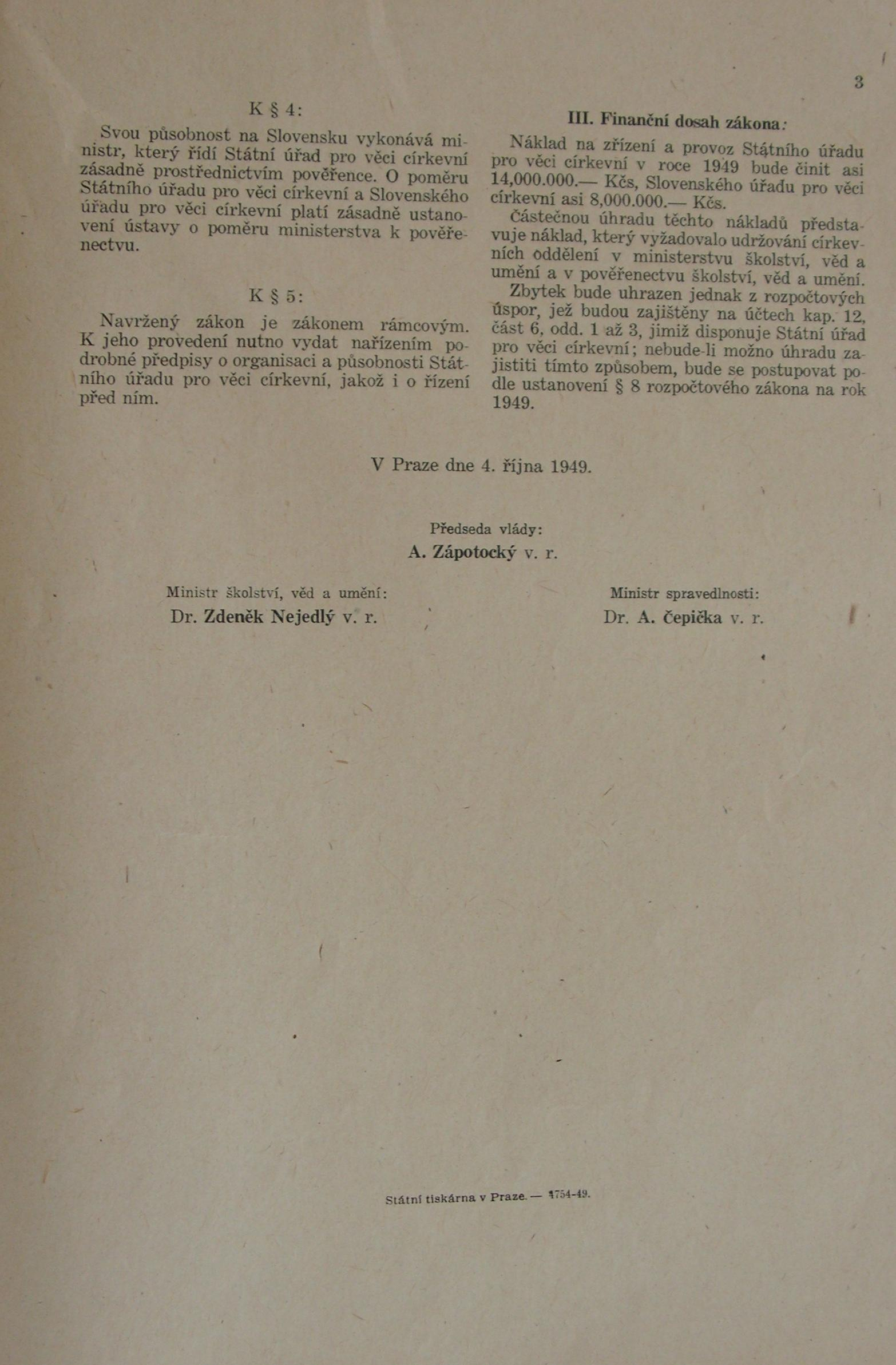
Zákon o zřízení Státního úřadu pro věci církevní